# 29e cérémonie des British Academy Film Awards
Pour la cérémonie des BAFTAs récompensant la télévision, voir la 23e cérémonie des British Academy Television Awards.
La 29e cérémonie des British Academy Film Awards, organisée par la British Academy of Film and Television Arts, s'est déroulée en 1976 et a récompensé les films sortis en 1975.

## Palmarès

### Meilleur film
- Alice n'est plus ici (Alice Doesn't Live Here Anymore)
  - Barry Lyndon
  - Un après-midi de chien (Dog Day Afternoon)
  - Les Dents de la mer (Jaws)

### Meilleur réalisateur
- Stanley Kubrick pour Barry Lyndon
  - Steven Spielberg pour Les Dents de la mer (Jaws)
  - Sidney Lumet pour Un après-midi de chien (Dog Day Afternoon)
  - Martin Scorsese pour Alice n'est plus ici (Alice Doesn't Live Here Anymore)

### Meilleur acteur
(ex æquo)
- Al Pacino pour le rôle de Michael Corleone dans Le Parrain - 2e partie (The Godfather Part II)
- Al Pacino pour le rôle de Sonny Wortzik dans Un après-midi de chien (Dog Day Afternoon)
  - Richard Dreyfuss pour le rôle de Matt Hooper dans Les Dents de la mer (Jaws)
  - Gene Hackman pour le rôle de Popeye Doyle dans French Connection 2 (French Connection II)
  - Gene Hackman pour le rôle de  Harry Moseby dans La Fugue (Night Moves)
  - Dustin Hoffman pour le rôle de Lenny Bruce dans Lenny

### Meilleure actrice
- Ellen Burstyn pour le rôle d'Alice Hyatt dans Alice n'est plus ici (Alice Doesn't Live Here Anymore)
  - Anne Bancroft pour le rôle d'Edna Edison dans Le prisonnier de la seconde avenue (The Prisoner of Second Avenue)
  - Valerie Perrine pour le rôle de Honey Bruce dans Lenny
  - Liv Ullmann pour le rôle de Marianne dans Scènes de la vie conjugale (Scener ur ett äktenskap)

### Meilleur acteur dans un rôle secondaire
- Fred Astaire pour le rôle de Harlee Claiborne dans La Tour infernale (The Towering Inferno)
  - Martin Balsam pour le rôle de Harold Longman dans Les Pirates du métro (The Taking of Pelham One Two Three)
  - Burgess Meredith pour le rôle de Harry Greener dans Le Jour du fléau (The Day of the Locust)
  - Jack Warden pour le rôle de Lester Carp dans Shampoo

### Meilleure actrice dans un rôle secondaire
- Diane Ladd pour le rôle de Flo dans Alice n'est plus ici (Alice Doesn't Live Here Anymore)
  - Lelia Goldoni pour le rôle de Bea dans Alice n'est plus ici (Alice Doesn't Live Here Anymore)
  - Ronee Blakley pour le rôle de Barbara Jean dans Nashville
  - Gwen Welles pour le rôle de Sueleen Gay dans Nashville

### Meilleur scénario
- Alice n'est plus ici (Alice Doesn't Live Here Anymore) – Robert Getchell
  - Un après-midi de chien (Dog Day Afternoon) – Frank Pierson
  - Les Dents de la mer (Jaws) – Peter Benchley et Carl Gottlieb
  - Nashville – Joan Tewkesbury

### Meilleure direction artistique
- Rollerball – John Box
  - Barry Lyndon – Ken Adam
  - Le Jour du fléau (The Day of the Locust) – Richard MacDonald
  - La Tour infernale (The Towering Inferno) – William J. Creber

### Meilleurs costumes
- Le Jour du fléau (The Day of the Locust)
  - Barry Lyndon
  - On l'appelait Milady (The Four Musketeers)
  - L'Homme qui voulut être roi (The Man Who Would Be King)

### Meilleure photographie
- Barry Lyndon – John Alcott
  - L'Homme qui voulut être roi (The Man Who Would Be King) – Oswald Morris
  - Rollerball – Douglas Slocombe
  - La Tour infernale (The Towering Inferno) – Fred J. Koenekamp

### Meilleur montage
- Un après-midi de chien (Dog Day Afternoon) – Dede Allen
  - Le Parrain – 2e partie (The Godfather Part II) – Peter Zinner, Barry Malkin et Richard Marks
  - Les Dents de la mer (Jaws) – Verna Fields
  - Rollerball – Antony Gibbs (en)

### Meilleur son
- Nashville
  - Un après-midi de chien (Dog Day Afternoon)
  - Les Dents de la mer (Jaws)
  - Rollerball

### Meilleure musique de film
Anthony Asquith Award
(ex æquo)
- Les Dents de la mer (Jaws) – John Williams
- La Tour infernale (The Towering Inferno) – John Williams
  - Le Parrain 2 (The Godfather: Part II) – Nino Rota
  - Les Pirates du métro (The Taking of Pelham One Two Three) – David Shire
  - Le Lion et le Vent (The Wind and the Lion) – Jerry Goldsmith

### Meilleur film d'animation
- Great
  - Owl who marries a goose

### Meilleur film documentaire
Flaherty Documentary Award
- In Search of the Early Americans – Alan Pendry
  - Seven Green Bottles – Eric Marquis

### Meilleur court-métrage
The John Grierson Award
- Sea Area Forties – John Armstrong
  - The Living Woodland – Ronald Eastman
  - Waiting on Weather – Ron Granville
  - Leaving Lily – Graham Baker

### Meilleur film spécialisé
- The Curiosity that Kills the Cat – G Buckland-Smith
  - How an Aeroplane Flies Part I – Derek Armstrong
  - The Oil in Your Engine – Phillip Owtram

### United Nations Awards
- Conrack

### Meilleur nouveau venu dans un rôle principal
Récompense les jeunes acteurs dans un rôle principal.
- Valerie Perrine pour le rôle de Lenny Bruce dans Lenny
  - Alfred Lutter pour le rôle de Tommy Hyatt dans Alice n'est plus ici (Alice Doesn't Live Here Anymore)
  - Lily Tomlin pour le rôle de Linnea Reese dans Nashville
  - Robert De Niro pour le rôle de Vito Corleone dans Le Parrain 2 (The Godfather: Part II)

### Fellowship Awards
Récompense la réussite dans les différentes formes du cinéma
- Charles Chaplin
- Laurence Olivier

## Récompenses et nominations multiples

### Nominations multiples
Films
 7  : Alice n'est plus ici, Les Dents de la mer
 6  : Un après-midi de chien
 5  : Barry Lyndon, Nashville
 4  : Rollerball, Le Parrain - 2e partie, La Tour infernale
 3  : Lenny, Le Jour du fléau
 2  : Les Pirates du métro, L'Homme qui voulut être roi
Personnalités
 2  : John Williams, Al Pacino, Gene Hackman et Valerie Perrine

### Récompenses multiples
Légende : Nombre de récompenses/Nombre de nominations
Films
 4 / 7  : Alice n'est plus ici
 2 / 4  : La Tour infernale
 2 / 5  : Barry Lyndon
 2 / 6  : Un après-midi de chien
Personnalités
 2 / 2  : John Williams et Al Pacino

### Les grands perdants
1 / 7  : Les Dents de la mer
 1 / 5  : Nashville